# 徐次达
徐次达（1916年—？），男，江苏吴江人，中国固体力学家、教育家，曾任同济大学数学力学系系主任、教授。